# Hypsiboas calcaratus
The Hypsiboas calcaratus, sometimes called the Convict treefrog, là một loài ếch trong họ Nhái bén.
Loài này có ở Bolivia, Brasil, Colombia, Ecuador, Guyane thuộc Pháp, Guyana, Peru, Suriname, và Venezuela.
Các môi trường sống tự nhiên của chúng là các khu rừng ẩm ướt đất thấp nhiệt đới hoặc cận nhiệt đới và sông. Loài này đang bị đe dọa do mất môi trường sống. 

## Hình ảnh

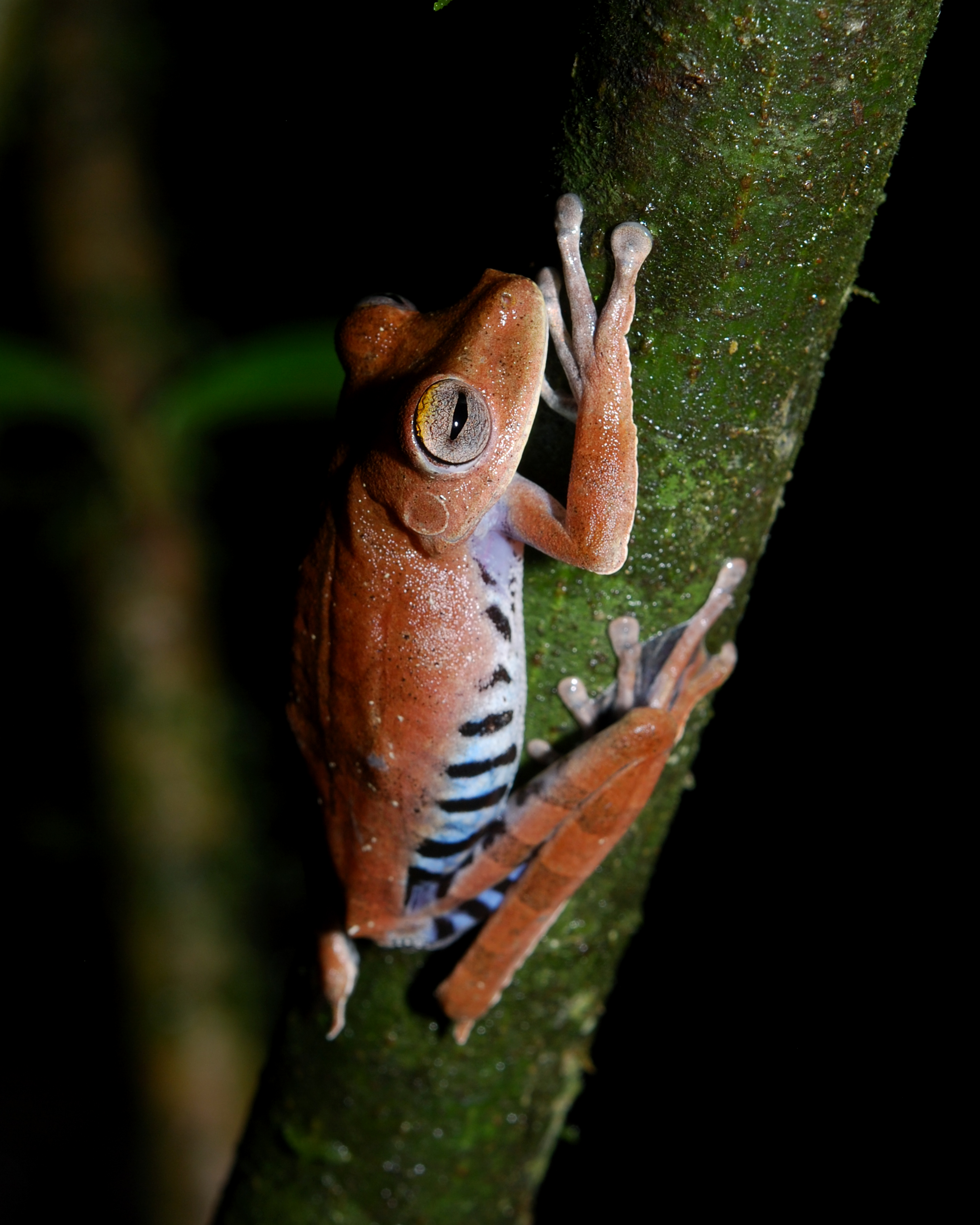